# 玉嶺路站
玉岭路站是南宁轨道交通2号线的地铁车站，位于中华人民共和国广西壮族自治区南宁市良庆区良玉大道与玉岭路交叉口，于2020年11月23日开通。

## 车站结构
玉岭路站位于良玉大道与玉岭路交叉口，沿良玉大道设置，呈东西走向，为地下二层岛式站台车站，车站长346米，标准段宽19.7米，车站地下一层为站厅层，地下二层为站台层，站台设置全高站台门。车站东侧设有两条出入段线，连通新村停车场。
| 地面              | 出入口 | A、B、C、D出入口                                                                                      |
| 地下一层          | 站厅   | 客服中心、自动售票机、验票机                                                                          |
| 地下二层          | 站台   | \| \| \| █ 2号线往西津（东风路） \| \| 島式 · 開左邊车门 \| \| \| \| \| \| █ 2号线往坛泽（那福路） \| |
|                   |        | █ 2号线往西津（东风路）                                                                               |
| 島式 · 開左邊车门 |        | |
|                   |        | █ 2号线往坛泽（那福路）                                                                               |

## 出入口
坛泽站共有4个出入口，各出口及周围设施如下所示：
| 编号                | 出入口信息                                                                             | 照片 | 无障碍设施 |
| ------------------- | -------------------------------------------------------------------------------------- | ---- | ---------- |
| A · 出口            | 良玉大道，玉岭路，南宁市第四中学，南宁市秀田小学（五象校区），轨道御澜上城，金科博翠山 |      | 不適用     |
| B · 出口            | 良玉大道，路桥锦绣康城                                                                 |      | 不適用     |
| C · 出口 · （设有） | 良玉大道，路桥锦绣新城，六里路小学，锦绣熙园，锦绣嘉园，锦绣御园                       |      |            |
| D · 出口 · （设有） | 良玉大道，广西医科大学附属肿瘤医院五象院区，玉岭路                                     |      |            |
| 图例： 设有         |                                                                                        |      |            |

## 接驳交通

### 公交车
- 地铁玉岭路站：地铁快巴13路

## 车站历史
本站工程名与正式站名均为玉岭路站，以车站横跨的玉岭路命名。
- 2018年9月22日，车站主体结构封顶[3]。
- 2020年11月23日，车站随2号线东延线通车开通[1]。